# Le Chrysanthème rouge
Pour plus de détails, voir Fiche technique et Distribution.
Le Chrysanthème rouge est un film muet français réalisé par Léonce Perret, sorti le 12 février 1912.
Courte comédie légère et poétique, ce court métrage constitue en outre la première collaboration entre Suzanne Grandais et Léonce Perret.

## Synopsis
Une jeune femme, interprétée par Suzanne Grandais, est séduite par deux hommes. Afin de choisir le plus méritant des deux, elle leur lance le défi d'aller cueillir des fleurs pour elle.

## Fiche technique
- Titre : Le Chrysanthème rouge
- Réalisation : Léonce Perret
- Scénario :
- Photographie :
- Montage :
- Producteur :
- Société de production : Société des Etablissements L. Gaumont
- Société de distribution : Comptoir Ciné-Location (C.C.L.)
- Pays d'origine :  France
- Langue : film muet avec les intertitres en français
- Format : Noir et blanc — 35 mm — 1,33:1 — Muet
- Genre : Comédie
- Durée : 15 minutes
- Dates de sortie :
  -  France : 12 février 1912

## Distribution
- Suzanne Grandais : Miss Suzie
- Léonce Perret : le premier prétendant
- Émile Keppens : le deuxième prétendant
- André Luguet : le passant